# Paveena Hongsakul
Paveena Hongsakul (Thai: ปวีณาหงสกุล) is een lid van het Thaise parlement voor de Chart Pattana partij. Zij is bekend als een voorvechtster van vrouwenrechten in Thailand. 
In 1999 kwam ze in het nieuws nadat ze aan buitenlandse journalisten tijdens een persconferentie in Pattaya verklaarde dat er geen prostitutie in de plaats voorkwam.

## Bangkok gouverneursverkiezingen 2004
Zij was kandidaat bij de gouverneursverkiezingen voor Bangkok in 2004. Zij had ook al meegedaan bij de vorige verkiezingen, maar verloor toen van Samak Sundaravej. De analisten gaven haar niet zo een hoge kans omdat haar partij onpopulair is bij de kiezers in Bangkok. Wat wel in haar voordeel was is dat ze volgens een opiniepoll na Purichai Piumsombun de populairste politicus in Bangkok is. Bij de uiteindelijke verkiezingen op 29 augustus 2004 haalde ze de 2e plaats met 619.039 stemmen. Apirak Kosayodhin werd met 911.441 stemmen gekozen tot de nieuwe gouverneur.